# Мтуне
Мтуне або Аль-Матуна (англ. al-Matunah, араб. المتونة) — поселення в Сирії, що складає невеличку друзьку общину в нохії Шахба, яка входить до складу однойменної мінтаки Шахба в південній сирійській мухафазі Ас-Сувейда.